# Liste des députés de la Ire législature de la Seconde Restauration
Pour un article plus général, voir Chambre introuvable.
Cette liste expose les noms de députés élus au titre de la Ire législature de la Seconde Restauration. 
Elle vient en complément de la catégorie Catégorie:Député de la Restauration[style à revoir], qui groupe les députés, toutes législatures confondues.  
La liste est issue de la requête auprès de la base de données Sycomore, selon le tri défini. 
1. Jean d'Abzac de La Douze 20 avril 1781 7 février 1834
2. Jean-Louis Admyrauld 29 mai 1760 16 octobre 1835
3. Jean-Baptiste François Albert 11 novembre 1759 22 juillet 1837
4. Jean-Baptiste Amarithon de Montfleury 24 septembre 1772 30 avril 1859
5. Louis-Gabriel-Auguste d'Andigné de Mayneuf 12 avril 1763 17 mai 1839
6. Jean-Pierre André 21 avril 1767 28 janvier 1850
7. Jules Anglès 29 juillet 1778 16 janvier 1828
8. Jean de Dieu Pierre Antin d'Ars 8 mars 1770 22 novembre 1840
9. Jean Baptiste Arnaud 20 août 1768 26 janvier 1839
10. Jean-Baptiste Augier 25 janvier 1769 3 septembre 1819
11. Jean-Louis Aupetit-Durand 21 décembre 1764 6 juillet 1843
12. Jacques Aurran-Pierrefeu 11 mars 1769 2 août 1835
13. Augustin-Moïse Auvynet 20 avril 1771 12 octobre 1853
14. Marie François Vincent Michel Babey 5 avril 1774 10 novembre 1849
15. Claude-René Bacot de Romand 9 octobre 1782 29 mars 1853
16. Charles-Alexandre-Balthazar-François-de-Paule de Baert-Duholant 19 décembre 1751 23 mars 1825
17. Gaspard Augustin Barbier 6 janvier 1763 27 septembre 1833
18. Louis Jacques Barthe-Labastide 17 novembre 1762 16 janvier 1840
19. Damien Battant de Pommerol 19 juin 1763 7 avril 1849
20. Jean Baudry 13 janvier 1763 14 octobre 1830
21. André Joseph Bayard de Plainville 17 février 1754 5 janvier 1820
22. Antoine Bayet 1er septembre 1761
23. Dominique Christophe Bazoche 26 février 1757 29 octobre 1817
24. Louis-Clair de Beaupoil de Saint-Aulaire 9 avril 1778 12 novembre 1854
25. Alexandre Beaussier-Mathon 28 novembre 1757 5 janvier 1826
26. Louis Becquey (24 septembre 1760-2 mai 1849), parti des doctrinaires
27. Nicolas François Bellart 20 septembre 1761 7 juillet 1826
28. Pierre-Vincent Benoist 5 janvier 1758 1er décembre 1834
29. François Joseph Benoist 5 août 1756 19 décembre 1833
30. Charles Dominique Bernard 2 décembre 1762 12 janvier 1845
31. Ferdinand de Bertier de Sauvigny 13 mai 1782 5 septembre 1864
32. Charles Bernardin Beslay 1er septembre 1768 12 octobre 1839
33. Nicolas-Pierre-Dominique Billard 4 novembre 1766 29 octobre 1831
34. Henri-Joseph Blanquart de Bailleul 27 avril 1758 4 janvier 1841
35. Marie Louis Alexandre Blin de Bourdon 27 avril 1782 23 mars 1849
36. Louis Marie Joseph Blondel d'Aubers 11 mars 1765 22 mars 1830
37. Antoine Boin 19 janvier 1769 29 janvier 1852
38. Joseph Bonnaud d'Archimbaud 3 janvier 1767 26 novembre 1857
39. Claude Louis Bonne 7 août 1760 9 août 1836
40. Pierre-Alpinien Bourdeau 18 mars 1770 11 juillet 1845
41. Antoine François Bourdeau-Desmaret de Fontenay 29 novembre 1762 8 juin 1838
42. Pierre François Henri Bouvet de Louvigny 30 décembre 1773 28 janvier 1854
43. Hercule Bouvier de Cachard 5 novembre 1767
44. Jacques-Frédéric Brackenhoffer 7 août 1759 13 mars 1838
45. Henry Catherine Brenet 23 novembre 1764 3 mai 1824
46. Prosper de Barante (10 juin 1782-21 novembre 1866), parti des doctrinaires
47. Claude Joseph Lambert Brusset 17 septembre 1774 6 août 1832
48. Pierre Ignace Bulle 14 décembre 1768 16 février 1847
49. Joseph Calvet de Madaillan 2 février 1766 25 juillet 1820
50. Jean-Philippe-Gaspard Camet de La Bonnardière 1er mai 1769 19 octobre 1842
51. Pierre Louis Alexandre Carré 8 mai 1768 31 décembre 1831
52. Jean-Charles, Amand, Constant Casamajor de Gestas 1er décembre 1776 25 octobre 1849
53. Jean-Baptiste Charles Castel 1er mars 1761 11 mars 1841
54. Georges Marcellin Chabron de Solilhac 12 octobre 1769 20 novembre 1829
55. Basile Pierre Chamorin de Cappy 28 décembre 1755 21 février 1829
56. Jean Auguste Chauvin de Bois-Savary 13 décembre 1769 18 février 1834
57. Jean-Victor Chebrou de La Roulière 19 novembre 1768 30 juillet 1845
58. Jean-Claude Cherrier 5 février 1752 7 mai 1823
59. Marie-Bénigne-Ferréol-Xavier de Chifflet d'Orchamps 21 février 1766 13 septembre 1835
60. Pierre Chilhaud de La Rigaudie 17 novembre 1749 4 octobre 1834
61. Louis Antoine de Clarac 10 septembre 1772 20 décembre 1854
62. Jean-Claude Clausel de Coussergues 4 décembre 1759 7 juillet 1846
63. Noël Joseph Clément 2 février 1757 1er septembre 1828
64. Claude Alexis Cochard 1er mai 1743 18 octobre 1815
65. Jean Paul Cyrus Colomb 8 avril 1782 19 juillet 1835
66. Athanase Marie Stanislas François Conen de Saint-Luc 15 janvier 1769 30 mai 1844
67. Laurent Coppens 13 novembre 1750 1er mars 1834
68. Jacques-Joseph Corbière 22 mai 1766 12 janvier 1853
69. Charles Nicolas Cornet d'Incourt 19 janvier 1773 8 décembre 1852
70. Anselme Crignon d'Ouzouer 20 juin 1755 4 décembre 1826
71. Hugues Croizet 8 février 1752 14 novembre 1831
72. Joseph Cuny 12 janvier 1780 16 juin 1844
73. André d'Albon 15 mai 1760 28 septembre 1834
74. Hippolyte d'Aldéguier 7 mai 1767 7 janvier 1834
75. Eugène François d'Arnauld 11 août 1774 1er août 1854
76. François Henri Eugène d'Augier 12 septembre 1764 12 avril 1834
77. Alexandre-César-Louis d'Estourmel 29 mars 1780 27 avril 1852
78. Éléonore Jean d'Hardivilliers 13 juillet 1763 24 décembre 1822
79. Louis Antoine d'Hélyot 21 juillet 1756 2 décembre 1838
80. Charles-Marie d'Irumberry de Salaberry 6 septembre 1766 7 janvier 1847
81. Claude Joseph d'Ivory 18 novembre 1745 12 mai 1821
82. Nicolas d'Orglandes 10 février 1767 14 avril 1857
83. François-Mathieu-Marie Dahirel 17 juin 1771
84. Jean-Baptiste Daigremont Saint-Manvieux 29 mai 1761 22 avril 1837
85. Charles Gaspard Élisabeth Joseph de Bailly 16 janvier 1765 7 janvier 1850
86. François de Bausset 22 mars 1764 10 décembre 1841
87. Joseph Claude François de Beaurepaire 11 avril 1769 9 juin 1854
88. Sigismond-Frédéric de Berckheim 9 mai 1775 28 décembre 1819
89. Charles de Béthisy 9 août 1770 24 septembre 1827
90. Louis-Gabriel de Bizemont 3 août 1756 5 juin 1840
91. Bon Henri Pierre de Blangy 27 octobre 1775 30 octobre 1827
92. Alexandre-Joseph de Boisgelin 14 avril 1770 21 juin 1831
93. Louis de Bonald 2 octobre 1754 23 novembre 1840
94. Louis-Antoine de Bourrienne 9 juillet 1769 7 février 1834
95. Jean Hyacinthe de Bouteiller 27 juin 1746 27 mars 1820
96. Barnabé Louis de Briges 4 mars 1784 17 avril 1857
97. Romain-Joseph de Brigode 27 février 1775 5 août 1854
98. Amédée de Broglie (23 octobre 1772-23 décembre 1851)
99. Hector Joseph de Bruère de Vaurois 27 novembre 1769 26 décembre 1838
100. Jean Louis Félicité de Bruyères-Chalabre 24 octobre 1762 15 novembre 1838
101. Jules de Calvière 25 décembre 1762 30 juillet 1849
102. Simon Canuel 29 octobre 1767 11 mai 1840
103. Pierre Salvi Félix de Cardonnel 29 mai 1770 11 juillet 1829
104. Marie-Barthélemy de Castelbajac 8 juillet 1776 12 février 1868
105. Jean Antoine de Catellan 11 avril 1759 13 avril 1838
106. Guillaume-Michel de Chabrol-Tournoël 8 janvier 1770 25 décembre 1823
107. Henry-François-Joseph de Chapelle de Jumilhac 31 août 1752 7 juillet 1820
108. François Joseph de Riquet de Caraman-Chimay 20 septembre 1771 2 mars 1843
109. Jacques de Clermont-Mont-Saint-Jean 25 octobre 1752 22 septembre 1827
110. Simon de Coiffier de Moret 30 mai 1764 3 février 1826
111. Édouard-Charles-Victurnien Colbert 24 décembre 1758 2 février 1820
112. Louis-Aimé-Cyprien comte de Corday 15 septembre 1765 11 mars 1841
113. Thomas-Jacques de Cotton 19 juin 1766 6 mars 1841
114. Roger de Damas d'Antigny 4 septembre 1765 3 septembre 1823
115. Louis Archambaud de Douglas 16 mars 1758 24 février 1842
116. Pierre-Marc de Fabry 19 octobre 1777 5 juin 1824
117. Louis de Folleville 12 novembre 1765 8 juillet 1842
118. Joseph Jules de Foucauld 19 septembre 1782 30 mars 1821
119. Charles Henri Gabriel de Frotté 27 février 1785 22 octobre 1858
120. Jean-Marie de Gourlay 13 août 1761 3 janvier 1825
121. Louis René de Gouyon-Thaumatz 23 mai 1765 1er juin 1839
122. Théodule de Grammont 15 décembre 1766 19 mai 1841
123. Marie-Jean Hugolin de Grisony 25 avril 1778 22 juin 1850
124. Dominique-Charles-Ignace d'Hausen de Weidesheim 16 novembre 1758 25 mars 1824
125. Jean-Armand de Hercé 12 octobre 1759 11 février 1841
126. Antoine Ambroise Auguste de Jessé 7 décembre 1767 28 avril 1817
127. Paul-Julien de Jouffrey 29 avril 1775 3 juillet 1851
128. Florian de Kergorlay 26 avril 1769 13 juin 1856
129. François-Régis de La Bourdonnaye (19 mars 1767-28 juillet 1839), chef des Ultraroyalistes
130. Benjamin François Ladouespe Dufougerais 9 décembre 1766 2 septembre 1821
131. Charles Henri de La Pasture 10 août 1773 12 avril 1854
132. Sosthène de La Rochefoucauld 19 février 1785 5 octobre 1864
133. Bernard de La Tour d'Auvergne 19 mars 1767 10 mai 1841
134. René-Louis-Victor de La Tour du Pin 22 août 1779 4 juin 1832
135. Louis-Stanislas de La Trémoille 12 juillet 1767 31 juillet 1837
136. Pierre Arnauld de La Briffe 6 mai 1772 11 septembre 1839
137. Jacques-François de Lancry 21 avril 1753 3 septembre 1838
138. Armand de Laroque 29 mars 1775 31 janvier 1842
139. Charles Gabriel François de Laurencin 6 octobre 1756 25 novembre 1846
140. Charles Antoine de Limairac 1er avril 1770 10 janvier 1847
141. Jean-François-Toussaint de Lorgeril 6 novembre 1751 17 août 1825
142. Ferdinand-Eugène de Lur-Saluces 22 octobre 1780 28 mai 1867
143. Louis Xavier de Luzines 15 novembre 1768 14 juillet 1827
144. Denis Charles Jean Marie de Mac-Carthy 17 avril 1757 18 avril 1831
145. Gabriel-Barthélemy de Magneval 24 août 1751 14 novembre 1821
146. Jean Joseph Louis de Maleteste 24 mars 1781 26 février 1861
147. Alexandre Léopold de Marandet 28 novembre 1770 19 septembre 1825
148. Jean-Pierre Marcassus de Puymaurin 5 décembre 1757 14 février 1841
149. Louis Joseph de Margadel 13 juillet 1771 27 juin 1838
150. Marie-Louis Auguste de Martin du Tyrac de Marcellus 2 février 1776 29 décembre 1841
151. Camille-Augustin de Meaux 15 juillet 1771 15 juin 1849
152. Antoine Casimir de Mirandol 21 décembre 1759
153. Louis-Joseph de Montbel 2 janvier 1772 26 octobre 1860
154. Louis Hippolyte de Montcalm-Gozon 20 août 1775 27 février 1857
155. François-Xavier-Marc-Antoine de Montesquiou-Fézensac 13 août 1756 6 février 1832
156. Anne Louis Christian de Montmorency 26 mai 1769 25 décembre 1844
157. Charles-Arthur-Tristan Languedoc de Noailles 14 février 1771 2 février 1834
158. Louis Joseph Alexis de Noailles 1er juin 1783 14 mai 1835
159. Jean Antoine de Paul de Châteaudouble 25 décembre 1774 12 octobre 1846
160. Henri Félix de Pélissier 8 novembre 1763 23 janvier 1844
161. Joseph Charles de Perrien 27 mars 1764 14 avril 1832
162. Armand Jules Marie Héraclius de Polignac 15 janvier 1771 1er mars 1847
163. Pierre Bernard de Pontet 16 octobre 1764 22 janvier 1836
164. Jean-Marie de Poyferré de Cère 1er juillet 1768 15 janvier 1858
165. Léonor-Anne-Gabriel de Pracomtal 1er juin 1773 21 février 1838
166. Antoine Charles André René de Puisaye 24 décembre 1751 6 mai 1849
167. Anne Charles Léonor de Roncherolles 2 mars 1766 8 février 1840
168. Adrien de Rougé 2 juillet 1782 27 décembre 1835
169. Pierre de Saint-Cricq 24 août 1772 25 février 1854
170. Tatius Rodolphe Gilbert de Salis 6 novembre 1752 25 août 1820
171. Pierre-Georges de Scey-Montbéliard 4 mai 1771
172. Hercule de Serre (12 mars 1776-21 juillet 1824), parti des doctrinaires
173. Humbert de Sesmaisons 2 octobre 1777 30 décembre 1836
174. Jean-Marie de Sirand 28 décembre 1772 13 avril 1840
175. Alexandre-Daniel de Talleyrand-Périgord 22 février 1776 3 juillet 1839
176. Georges Léonard Bonaventure de Tramecourt 7 janvier 1766 14 octobre 1848
177. Charles-François de Trinquelague 29 décembre 1747 21 août 1837
178. Bernard-Frédéric de Turckheim 3 novembre 1752 10 juillet 1831
179. Jean-Baptiste de Vassal de Montviel 20 juillet 1769 18 juin 1854
180. Joseph de Villèle 14 avril 1773 13 mars 1854
181. Jacques de Vincens de Mauléon de Causans 31 juillet 1751 14 avril 1824
182. Charles Florimond de Vogüé 25 août 1769 21 mai 1839
183. Eugène Jacques Joseph Innocent de Vogüé 7 février 1777 16 mars 1854
184. François de Wendel 19 février 1778 11 mars 1825
185. Étienne Thomas Déan 5 juin 1763 4 mars 1835
186. Élie Decazes (28 septembre 1780-24 octobre 1860), ministre de la Police
187. Eugène-Alexandre-Nicolas Deforest de Quartdeville 22 juin 1762 16 août 1839
188. Antoine Edme Delahuproye 17 juin 1765 2 juin 1839
189. Bernard Jean Étienne Delaître 2 janvier 1770 10 novembre 1847
190. Jacques Armand Delamare 20 octobre 1757 15 mars 1824
191. Pierre-René-Léonard Delaunay 6 novembre 1764 5 février 1829
192. Joseph André Guillaume Régis Delauro 13 janvier 1778 22 janvier 1846
193. Jacques Antoine Delbreil de Scorbiac 8 juillet 1765 1er avril 1850
194. Jean Nicolas Derazey 21 juin 1760 26 février 1843
195. Pierre-Alexandre Dereix 25 octobre 1771 17 février 1840
196. Milles Vaast Édouard Deslyons de Moncheaux 1er octobre 1750 27 avril 1817
197. Ernest Desmoutier 28 mars 1759 1er mars 1827
198. Joseph-Auguste Desrousseaux 27 juillet 1753 20 janvier 1838
199. Philippe Digeon de Monteton 13 septembre 1756 1er janvier 1836
200. Louis Oudard Dixmude de Montbrun 30 mai 1762 13 juin 1838
201. François Domingon-Bronsac 27 août 1761 20 juillet 1837
202. Marie-Joseph Dor de Lastours 15 février 1758 21 décembre 1845
203. Joseph André Doria 2 mars 1772 25 octobre 1839
204. Hyacinthe du Botderu 13 novembre 1764 6 juin 1834
205. Pierre Louis du Cambout de Coislin 12 février 1769 9 juillet 1837
206. Jean-Félix du Marhallac'h 28 décembre 1772 9 octobre 1858
207. Alexandre du Moncel 6 décembre 1784 20 octobre 1861
208. Sigismond du Pouget de Nadaillac 7 janvier 1787 23 avril 1837
209. Alexis Dubois de Courval 19 avril 1774 5 mars 1822
210. Charles du Bois de Maquillé 8 novembre 1783 6 mai 1849
211. Antoine Dubois de Riocour 25 octobre 1761 29 mars 1841
212. Antoine François Philippe Dubois-Descours de la Maisonfort 30 juillet 1763 2 octobre 1827
213. Gaspard-Marie Duboys 20 novembre 1761 27 mars 1860
214. Louis Alexandre Céleste Toussaint Dubreuil-Hélion de La Guéronnière 7 octobre 1773 5 mai 1822
215. André Dufort 30 juillet 1757 1er juillet 1825
216. Antoine Dugas des Varennes 27 juin 1755
217. Pierre Dumanoir Le Pelley 2 août 1770 6 juillet 1829
218. Constantin Duparc de Barville 13 décembre 1759 16 mai 1833
219. Louis-Joseph du Plessis-Mauron de Grenédan 2 juin 1767 18 mars 1842
220. Louis Dupont d'Englesqueville 8 août 1774 26 novembre 1836
221. Pierre Antoine Dupont de l'Étang 4 juillet 1765 7 mars 1840
222. Pierre Louis Dupont des Loges 29 juin 1764 24 juin 1833
223. François Ursin Durand de Pizieux 16 février 1765 7 août 1819
224. Jacques Durand-Fajon 15 août 1758 12 septembre 1831
225. Antoine Dussumier de Fonbrune 9 septembre 1769 15 mars 1835
226. Jean-Marie Duvergier de Hauranne 21 mars 1771 19 août 1831
227. Jean Ernouf 29 août 1753 12 septembre 1827
228. Jacques Faget de Baure 30 octobre 1755 30 décembre 1817
229. Joseph Falatieu 26 janvier 1761 23 octobre 1840
230. Joseph Faure 11 juillet 1764 22 décembre 1836
231. Guillaume-Jean Favard de Langlade 4 avril 1762 14 novembre 1831
232. Jean-Félix Faydel 9 septembre 1744 26 juin 1827
233. Étienne Feuillant 20 février 1768 17 juillet 1840
234. Jean Bernard Marie Figarol 5 mars 1760 26 septembre 1834
235. Gabriel Romain Filhot de Marans 22 octobre 1753 27 janvier 1830
236. Antoine Bernard Finot 2 décembre 1750 26 août 1818
237. Pierre-François Flaugergues 14 janvier 1767 31 octobre 1836
238. Joseph Forbin des Issarts 25 août 1775 12 février 1851
239. Jean François Gaspard Fornier de Clauselles 5 janvier 1763 18 avril 1843
240. Bertrand Fornier de Saint-Lary 11 mars 1763 15 novembre 1847
241. Jean Pierre Esprit Fornier de Savignac 4 novembre 1764 7 septembre 1837
242. Joseph Fouché 19 septembre 1754 25 décembre 1820
243. Gabriel François Charles Frémin-Dumesnil 6 décembre 1751 28 juillet 1844
244. Jean-Baptiste-Louis Froc de la Boulaye 8 juin 1763 21 avril 1847
245. François-Marie Gagneur 15 mars 1765 20 octobre 1848
246. Charles-Antoine-André-Marie de Gailhard 5 novembre 1763 20 mars 1842
247. Antoine-Charles de Ganay 1er février 1769 26 décembre 1849
248. Charles Ganilh 6 janvier 1758 4 mai 1836
249. Jean-Baptiste Garnier du Fougeray 5 mars 1768 20 janvier 1843
250. Martin Michel Charles Gaudin 16 janvier 1756 5 novembre 1841
251. Charles Séraphin Joseph Genech de Sainte-Aldegonde 7 novembre 1765 9 novembre 1822
252. Côme Antoine Geoffroy 4 juin 1756 23 décembre 1835
253. Jean Gilles Joseph Gerbaud 1er décembre 1762 15 juillet 1818
254. Nicolas Constant Golzart 3 juillet 1758 26 août 1827
255. Henri Jacques Goüin-Moisant 14 février 1758 5 avril 1823
256. Antoine de Gramont d'Aster 24 juillet 1787 26 juillet 1825
257. Gabriel Gratet du Bouchage 8 juin 1777 11 février 1872
258. Antoine-Jean-Baptiste-Joseph Gravier 3 septembre 1784 8 mars 1850
259. Louis-Jacques Grossin de Bouville 21 septembre 1759 15 février 1838
260. Hippolyte César Guigues de Moreton de Chabrillan 16 novembre 1767 16 octobre 1835
261. André Haudry de Soucy 25 février 1765 6 janvier 1844
262. Edme Marie Germain Hay-Lucy 31 août 1765 23 octobre 1847
263. Jean-Louis Henry de Longuève 23 novembre 1752 23 juillet 1841
264. Louis Étienne François Héricart-Ferrand de Thury 3 juin 1776 15 janvier 1854
265. François Héroult de Hottot 1er mai 1756 20 janvier 1823
266. Pierre Hersart de La Villemarqué 15 mai 1775 18 janvier 1843
267. Jean-Marie Hervé-Chef-Du-Bois 9 juin 1776 18 septembre 1862
268. Michel Huerne de Pommeuse 14 février 1765 25 juin 1840
269. Jean-Guillaume Hyde de Neuville 24 janvier 1776 28 mai 1857
270. Antoine Jankovicz de Jeszenicze 7 juillet 1763 6 juin 1847
271. Louis-Alexandre Jard-Panvillier 7 novembre 1757 12 avril 1822
272. Joseph de Jobal 26 mars 1746 11 avril 1831
273. Jean-Emmanuel Jobez 2 novembre 1775 9 octobre 1828
274. René Marie Jollivet 26 août 1763 5 mai 1854
275. Auguste Guillaume Josse-Beauvoir 19 octobre 1771 15 avril 1853
276. Jean-Joseph Jouneau 12 juillet 1756 16 janvier 1837
277. Jean Jullou 29 juillet 1757 8 février 1823
278. Charles-Henri Kern 15 septembre 1759 16 juillet 1847
279. Charles Bonnin de La Bonninière de Beaumont 6 juin 1768 9 mars 1836
280. François-Joseph-Marie-Henri La Perrière de Viry 27 juillet 1766 15 janvier 1820
281. Pierre Labbey de la Roque 26 décembre 1753 9 juin 1827
282. Pierre-Joseph de Lachèze-Murel 17 décembre 1744 25 août 1835
283. Charles-Paul de La Croix de Chevrières de Saint-Vallier 8 février 1759 17 novembre 1835
284. René Ladreit de La Charrière 11 février 1767 12 janvier 1845
285. Gabriel de la Forest d'Armaillé 25 août 1764 20 mai 1833
286. Joseph Louis Joachim Lainé	(11 novembre 1767-17 décembre 1835), président de l'assemblée
287. Bon Joseph Lallart 8 mars 1779 13 avril 1848
288. Pierre Louis Antoine Laval 26 août 1767 24 juillet 1838
289. Louis Joseph Le Beschu de Champsavin 10 juin 1755 22 janvier 1836
290. Marc-René de Voyer de Paulmy d'Argenson 19 septembre 1771 1er août 1842
291. Henri-Charles Le Bègue de Germiny 26 juillet 1778 17 mars 1843
292. Léon Leclerc 8 décembre 1781 8 septembre 1858
293. Olivier Le Clerc de Juigné 30 juillet 1776 6 juillet 1831
294. Antoine Joseph Lemarchant de Gomicourt 13 février 1763 23 mai 1827
295. Charles Lemercher de Longpré d'Haussez 20 octobre 1778 10 novembre 1854
296. Louis Leroux du Chatelet 26 janvier 1763 19 octobre 1834
297. Pierre Lévesque de Pouilly 5 décembre 1766 23 février 1855
298. Pierre Jean Charles Lizot 4 novembre 1768 30 janvier 1827
299. Claude Lombard 15 décembre 1760 15 janvier 1846
300. Joseph Dominique Louis 13 novembre 1755 26 août 1837
301. Jean-Charles Magnier Grandprez 16 mai 1767 13 mars 1835
302. Maine de Biran 29 novembre 1766 20 juillet 1824
303. Valentin Charles Hubert Malet de Coupigny 18 juillet 1771 17 avril 1844
304. Philippe-Gaétan Mathieu de Faviers 11 décembre 1761 29 mars 1833
305. Jean-Joseph Méallet de Fargues 12 mars 1777 21 avril 1818
306. Louis François Mennessier 17 mai 1765 1er avril 1831
307. François Ignace Metz 24 mars 1761 5 avril 1819
308. François Meynard 20 août 1756 10 août 1828
309. Jean-Baptiste Meyran de Lagoy 22 octobre 1764 1er septembre 1829
310. Joseph François Michaud 19 juin 1767 30 septembre 1839
311. Louis Léonard Michelet de Villemonteil 25 janvier 1761 30 décembre 1823
312. Jean Étienne Michon de Vougy 21 mars 1767 26 novembre 1830
313. Daniel Nicolas Miorcec de Kerdanet 11 juin 1752 24 septembre 1836
314. Alexandre Pierre Moll 26 février 1767 20 septembre 1841
315. Adrien Morgan de Belloy 30 janvier 1766 9 novembre 1834
316. Jacques Mousnier-Buisson 6 mai 1766 28 avril 1831
317. Benoît-Rose de Murard de Saint-Romain 20 octobre 1772 4 novembre 1854
318. Charles Rolland Néel de La Vigne 18 novembre 1762 2 septembre 1851
319. François Philibert Bertrand Nompar de Caumont 19 novembre 1772 28 mars 1854
320. Charles Léonard Odoard du Hazay 9 septembre 1774 20 décembre 1859
321. Victor Paillot de Loynes 16 novembre 1767 20 avril 1842
322. Anselme François René Papiau de La Verrie 6 juillet 1770 20 avril 1856
323. Antoine Pierre Paporet 5 mars 1765 5 mai 1836
324. Jean-Marie Pardessus 11 août 1772 27 mai 1853
325. Étienne Denis Pasquier 21 avril 1767 5 juillet 1862
326. Pierre Paulinier de Fontenilles 5 septembre 1775 14 février 1841
327. Michel-Claude Pellissier de Féligonde 15 mai 1765 22 février 1853
328. Louis Marie Joseph Pemolier de Saint-Martin 29 janvier 1755 22 septembre 1836
329. Pierre Pérignon 1er avril 1759 21 février 1830
330. Louis Gabriel Pernot de Fontenoy 31 octobre 1772 26 avril 1841
331. Claude Perreney de Velmont de Grosbois 17 avril 1756 16 mai 1840
332. Antoine-Élie Peyrusset 8 novembre 1761 31 décembre 1818
333. René de Pierre de Bernis 23 juillet 1780 23 février 1838
334. Jean-Pierre Piet-Tardiveau 11 septembre 1763 31 octobre 1848
335. Alexandre Piquet 23 mai 1755
336. Charles Planelli de Lavalette 29 avril 1763 31 décembre 1854
337. Bénigne Poret de Blosseville 15 mars 1768 1er janvier 1845
338. Louis Potteau d'Hancardrie 15 mai 1770 18 juin 1833
339. Claude Préaux de Machéco 12 juin 1773 3 décembre 1848
340. Hector-François Préveraud de La Boutresse 16 novembre 1763 14 mai 1845
341. Hubert Pyrot 12 février 1758 13 août 1834
342. Jean-Edme Michel Auguste Raudot 30 novembre 1775 21 juillet 1832
343. Marc Valentin Regnouf de Vains 4 octobre 1778 15 novembre 1843
344. Julien Guillaume Regnoust-Duchesnay 16 novembre 1770 29 mars 1827
345. Jean Jacques Augustin Rey de Saint-Géry 29 août 1771 13 septembre 1847
346. Charles Jean-Baptiste Jacques Edouard Reynaud de Trets 29 mai 1779 9 juin 1863
347. Vincent Prosper Ribard 2 octobre 1764 15 janvier 1848
348. Charles Marie Richard 29 avril 1766 15 mars 1829
349. Olivier Macoux Rivaud de la Raffinière 11 février 1766 19 décembre 1839
350. Joseph-Alexis Robert de Lézardière 19 août 1765 11 avril 1858
351. Pierre Vedye Roger 23 mai 1760 17 mars 1825
352. Nicolas Rolland 24 septembre 1757 18 novembre 1838
353. Jean Henri Rouchon de Bellidentes 22 mai 1761 8 janvier 1836
354. François Roullet de La Bouillerie 27 avril 1764 7 avril 1833
355. Antoine-Athanase Roux de Laborie 23 février 1769 2 juillet 1842
356. Bernard-Emmanuel Roux de Puivert 24 octobre 1755 25 janvier 1832
357. Claude Charles Rouxel 30 juin 1771 29 janvier 1855
358. Antoine Roy 5 mars 1764 3 avril 1847
359. Pierre-Marie Royer 1er juin 1756 10 août 1821
360. Pierre Paul Royer-Collard (21 juin 1763-4 septembre 1845), chef des doctrinaires
361. Olivier Rupérou 25 juin 1763 28 avril 1843
362. Pierre-Michel-Bernardin Saglio 29 août 1759 10 juillet 1848
363. Joseph-Alphonse de Saignard de Choumouroux 15 mars 1788 22 février 1872
364. Antoine-Léger Sartelon 16 octobre 1770 2 novembre 1825
365. Pierre Dieudonné Louis Saulnier 1er janvier 1767 23 février 1838
366. Jacques-Fortunat Savoye-Rollin 18 décembre 1754 1er août 1823
367. Pierre Charles Sylvestre 5 novembre 1766 11 juin 1843
368. Joseph Jérôme Siméon 30 septembre 1749 19 janvier 1842
369. Jean Jacques Félix Sirieys de Mayrinhac 21 octobre 1775 30 novembre 1831
370. Michel Tabarié 6 juin 1768 30 juillet 1839
371. Étienne Tardif de Pommeroux de Bordesoulle 4 avril 1771 3 octobre 1837
372. Jacques Taurin de Lormand 4 septembre 1762 24 janvier 1847
373. Jean Teulon 8 avril 1775 14 avril 1831
374. Charles Texier d'Hautefeuille 7 janvier 1770 21 septembre 1865
375. Claude-René Thibaut de Noblet de La Rochethulon 8 décembre 1749 27 juillet 1821
376. Léonard André Tixier de La Chapelle 18 juillet 1765 11 août 1832
377. Joseph-François Tochon 4 novembre 1772 19 août 1820
378. Bertrand Try 9 février 1754 10 avril 1821
379. Philippe François Didier Usquin 17 mars 1757 3 février 1843
380. Jean-Baptiste Vacher de Tournemine 4 novembre 1755 20 septembre 1840
381. Joseph Van Merris-Hynderick 11 avril 1761 3 décembre 1833
382. Jean-Charles-Bénigne Varenne de Fenille 12 novembre 1780 6 janvier 1848
383. André Vauquelin de La Rivière 18 février 1747 2 mai 1826
384. Antoine Vimal-Teyras 3 février 1756 22 juin 1845
385. Philippe Antoine Vogt d'Hunolstein 4 mai 1750 24 avril 1831
386. Jean-Baptiste Voysin de Gartempe 29 octobre 1759 11 mai 1840
387. François Antoine Willig 2 mai 1774 15 avril 1835
388. Pierre Yver 8 février 1768 10 septembre 1826